# Покољ у Сухумију
Покољ у Сухумију догодио се 27. септембра 1993. године, током и након пада Сухумија у сепаратистичке руке током рата у Абхазији. Извршен је покољ над грузијским цивилима у Сухумију, углавном од стране војних снага абхазијских сепаратиста, њихових севернокавкаских и руских савезника. Постао је део кампање насилног етничког чишћења коју су спровели сепаратисти.

## Ток догађаја
Дана 27. септембра 1993, сепаратистичке снаге су прекршиле примирје које су иницирале Уједињене нације и које је гарантовала Руска Федерација, што је забранило обема странама да обављају војне операције. Као део примирја, грузијске снаге су повукле своју тешку артиљерију и тенкове из Сухумија. Абхазија, Конфедерација планинских народа Кавказа, козаци и руски милитанти упали су у Сухуми рано ујутро. Суочене са великим бројем бораца, јединице грузијске војске које су остале у граду нису могле спречити сепаратистички долазак у град. До поднева, сепаратистички милитанти и њихови савезници преузели су телевизијске зграде и мостове. Грузијске снаге су се повукле у зграду Владе Абхазијске аутономне републике, где су намеравале да обезбеде безбедност члановима владе Абхазије. До касног поподнева град су заузели сепаратисти и њихови савезници.
Имајући наде за примирје, велики број цивила је остао у граду. Сепаратисти и њихови савезници почели су да се шетају улицама Сухумија, окупљајући све цивиле које су пронашли. Мушкарци, жене и деца погубљени су на улицама, на путевима, у својим становима, кућама и двориштима. Према сведоцима, многи људи су постали предмети мучења, а неки су били присиљени да гледају како су њихови чланови породице убијени - деца пред њиховим родитељима и родитељи пред њиховом децом.
Када је Абхаз ушао у моју кућу, одвели су мене и мог седмогодишњег сина напоље. Након што су нас присилили да клечимо, узели су ми сина и убили га испред мене. Након што су ме зграбили за косу и одвели у оближњи бунар, Абхазијски војник ме је натерао да добро погледам; тамо сам видела три млађа мушкарца и пар старијих жена који су стајали голи. Вриштали су и плакали док су Абхази бацали мртва тела на њих. После тога су тамо бацили гранату и ставили више људи унутра. Поново сам била присиљена да клекнем испред мртвих лешева. Један од војника је узео нож и извадио око из једног од мртвих близу мене. Тада је почео да трља моје усне и лице оним извађеним оком. Нисам могла више да га поднесем и онесвестила сам се. Оставили су ме тамо у гомили лешева.
Жене су постале мете садистичког силовања. Избеглице се присећају да су људи спаљивани на смрт, ископани и раскомадани док су још били живи. Покољи су се догодили у градском парку, испред зграде владе, у школама и болницама. Готово сви чланови абхазијске владе били су заробљени и погубљени.
Извештаји земаља САД из 1994. такође описују сцене масовног кршења људских права:
"Абхазијске сепаратистичке снаге починиле су широко распрострањене злочине над грузијским цивилним становништвом, убивши многе жене, децу и старце, заробивши неке као таоце и малтретирајући друге ... они су такође убили велики број грузијских цивила који су остали у Абхазији".
"Сепаратисти су покренули владавину терора над већинским грузијским становништвом, мада су и друге националности претрпеле последице покоља. Чечени и други северни белци из Руске Федерације наводно су се прикључили локалним абхазијским трупама у злочинима - убијање цивила без обзира на старост или пол. Лешеви који су пронађени на територији са Абхазијом показали су знаке велике тортуре. “.

## Последице
Едуард Шеварднадзе је побегао из града тек пред долазак сепаратистичких снага, пошто се раније обавезао да ће покушати да остане тамо што је дуже могуће. Ускоро су снаге заузеле читаву територију Абхазије, изузев мале регије Кодорске клисуре (која је остала под контролом грузијског војсковође Емзар Квитсианија до јула 2006, а касније Тбилисија до августа 2008). Потпуни пораз грузијских владиних снага пратио је етничко чишћење грузијског становништва. 200.000 - 250.000 избеглица (углавном Грузијаца) је истерано из Абхазије. Насиље се наставило 1994. године, упркос споразуму између грузијске и абхазијске владе о распоређивању мировних снага из Заједнице независних држава. Чеченски милитанти који су се борили на страни Абхазије касније су учествовали у Првом чеченском рату.

## Починиоци покоља
Постоји низ конфликтних тврдњи о томе да ли су покољ водили абхазијски војници или њихови руски и северно-кавкаски савезници. Наводно, командант сепаратистичких снага, делимично одговоран за покољ, био је заменик министра одбране и "херој" Абхазије Шамил Басајев. Према исказима сведока, војници су говорили језике северног кавказа и руски. Међутим, неке избеглице које су преживеле покољ тврдиле су да су препознале народе Абхазије и Јерменије како сарађују са војницима током покоља у различитим четвртима. Многи се сећају заповести руских официра: "Не узимајте заробљенике живе!"
Куће и земљиште које су биле у власништву Грузијаца, биле су опљачкане и преузели су их Абхази, Руси, Козаци и други савезници.
Организација за европску безбедност и сарадњу (ОЕБС) недавно је признала и осудила етничко чишћење Грузијаца у Абхазији. Иако су многи сепаратистички милитанти оптужени да су починили покоље, нико од њих још увек није осуђен.